# مجمع القرآن الكريم بالشارقة
مجمع القرآن الكريم بالشارقة هو مجمع يُعنى بالقرآن وعلومه، من خلال دعم المقارئ الإلكترونية، والدراسات والبحوث القرآنية، والمتاحف العلمية، المجمع هو مؤسسة حكومية في مدينة الشارقة، ويعدّ أكبر مجمع للقرآن في العالم.
تم تعيين الدكتور  عبدالله خلف الحوسني أميناً عاماً لمجمع القرآن الكريم في إمارة الشارقة. في عام 2023 ويشغل الدكتور المهندس خليفة مصبح الطنيجي منصب رئيس «مجمع القرآن الكريم»
أمر التنفيذ
نص المرسوم الأميري - رقم 22 لسنة 2018 - على أن ينشأ بموجبه مجمع للقرآن الكريم في الإمارة يسمى «مجمع القرآن الكريم بالشارقة» يتمتع بالشخصية الاعتبارية وبالأهلية القانونية الكاملة لتحقيق أهدافه ويكون له الاستقلال المالي والإداري ويكون المقر الرئيس للمجمع في مدينة الشارقة ويجوز بقرار من سمو الحاكم إنشاء فروع له في باقي مدن ومناطق الإمارة أو خارجها.

## أهداف مجمع القرآن الكريم
من أبرز أهداف المجمع:
- العناية بمخطوطات المصاحف الشريفة، وتحديداً النسخ النادرة
- العناية بتسجيلات القرآن الكريم
- الاهتمام بعلوم القرآن الكريم ودراساته وبحوثه
- دعم الأشخاص المهتمين بالشأن القرآني، وتطوير وتنمية مهاراته

## متاحف مجمع القرآن الكريم
يضم المجمع سبعة متاحف متعلقة بنوادر المصاحف، والقراءات السبع والعشر، وأعلام القرآن عبر التاريخ، ومشاهير القراء، وكسوة الكعبة وستائر الحجرة النبوية، وتاريخ كتابة المصحف، والإعجاز العلمي «الكون والإنسان في القرآن الكريم».

## أقسام مجمع القرآن الكريم
من أهم أقسام المجمع:
- قسم المقارئ الإلكترونية العالمية:

في المجمع قسم للمقارئ الألكترونية بقراءات قرآنية متعددة، والمقرأة يتلقى منها الطلاب قراءة القرآن عن بعد من أساتذة مجازين، ويُعطى كل طالب شهادة إذا أنجز الواجبات وفقاً للمنهج، تحتوي المقارئ على استديوات تسجيل لصقل أصوات المنتسبين للمجمع، كما تتاح للقرّاء المتقنين تسجيل قراءاتهم.
- قسم الأسانيد القرآنية
- قسم الدورات العلمية
- استوديو تسجيل القراءات
- الأرشيف الصوتي لقرّاء العالم
- المكتبة المتخصصة
- قسم الدراسات والبحوث القرآنية

## البناء
بُنيَ المجمع على مساحة 75 ألف متر مربع، وتصميمه على شكل النجمة الثمانية الإسلامية، روعي في التصميم العمارة التي تتصف بها مباني إمارة الشارقة ومُزج أكثر من طراز معماري إسلامي منها الفاطمي والمملوكي والأندلسي، وفي سقف البناية 43 قبة

## روابط خارجية
الموقع الرسمي لمجمع القرآن الكريم بالشارقة

## وصلات خارجية
- الموقع الرسمي لمجمع القرآن الكريم بالشارقة.